# Lost in Space (sèrie de televisió de 2018)
Lost in Space (Perduts en l'espai) és una sèrie original de Netflix estatunidenca de ciència-ficció basada en un reboot de la sèrie de 1965 amb el mateix nom (al seu torn, un reboot de la novel·la de 1812 "The Swiss Family Robinson"). La sèrie segueix les aventures de la família Robinson, uns pioners colons espacials que es veuen obligats a sobreviure quan la seva nau espacial es desvia del rumb previst. Ha estat escrita per Matt Sazama i Burk Sharpless i la formen deu episodis produïts per Legendary Television, Synthesis Entertainment, Clickety-Clack Productions i Applebox Entertainment, amb Zack Estrin com a showrunner. Es va estrenar mundialment a Netflix el 13 d'abril de 2018. El maig de 2018 la sèrie va ser renovada per una segona temporada.

## Premissa
L'any 2048 la família Robinson és seleccionada per la 24a missió de la Resolute, una nau espacial interestel·lar que transporta a famílies escollides per colonitzar un nou planeta a Alfa Centauri. La Resolute va ser construïda després que un cos celeste —batejat com a "l'Estrella de Nadal" pels mitjans— impactés contra la Terra uns anys abans, posant en perill la supervivència humana a la Terra. Però abans que la Resolute pugui arribar a la seva destinació, un robot extraterrestre forada el buc de la Resolute. Algunes famílies es veuen obligades a evacuar la nau nodrissa (Resolute) en les seves petites naus de curt abast: les Júpiter. Els Robinson i altres colons fan un aterratge forçós en un planeta habitable proper, on hauran de lluitar per sobreviure en un medi alienígena desconegut, alhora que fan front als seus problemes personals, mentre intenten trobar la manera de tornar a la Resolute.

## Personatges

### Principals
- Molly Parker és Maureen Robinson, una intrèpida i brillant enginyera aeroespacial que embarca la seva família a la missió per colonitzar Alfa Centauri en busca d'una nova vida en un món millor. És comandant de missió. Està casada amb en John Robinson i és la mare biològica de tots tres fills.[3]
- Toby Stephens és John Robinson, un antic Navy SEAL marit de la Maureen. És el pare biològic dels dos fills més petits de la Maureen.[4]
- Maxwell Jenkins és Will Robinson, nen d'11 anys i fill més petit de Maureen i John Robinson. He forms a tight bond with the Robot, whom he saves from destruction during a forest fire.[5]
- Taylor Russell és Judy Robinson, Maureen's 18-year-old biracial daughter and eldest child. She is a mission doctor, having received accelerated medical training.[6][7]
- Mina Sundwall és Penny Robinson, la filla de 15 anysyear-old daughter and middle Robinson child.[7][8]
- Ignacio Serricchio és Don West, a mechanic who also smuggles luxury goods. He has a chicken named Debbie, which he claims to be lucky.[9]
- Parker Posey és la Dra. Smith/June Harris. She is a criminal and a psychopath who uses other people's identities to claim their belongings. Dr. Smith, whose real name is June Harris, stole her sister Jessica's identity and place on the colony ship. There she impersonates Dr. Zachary Smith, to take his seat on an evacuating Jupiter ship. After landing on the planet, Dr. Smith attempts to sabotage the Jupiters' chances of being rescued by the Resolute while manipulating and gaslighting the survivors to avoid prosecution for her crimes.[10] The theft of the doctor's identity is a reference to the corresponding Dr. Smith character of the original TV series.[11]
- Brian Steele és el Robot,[12] an alien mechanoid being that Will encounters on the planet that his family crash lands on. The robot has a different form from the ones on the previous series and movie.[13]
- Sibongile Mlambo és Angela Goddard (2a temporada; recurrent a la primera),[14] a survivor struggling from post tramatic stress syndrome following her husband's death during the Resolute attack.

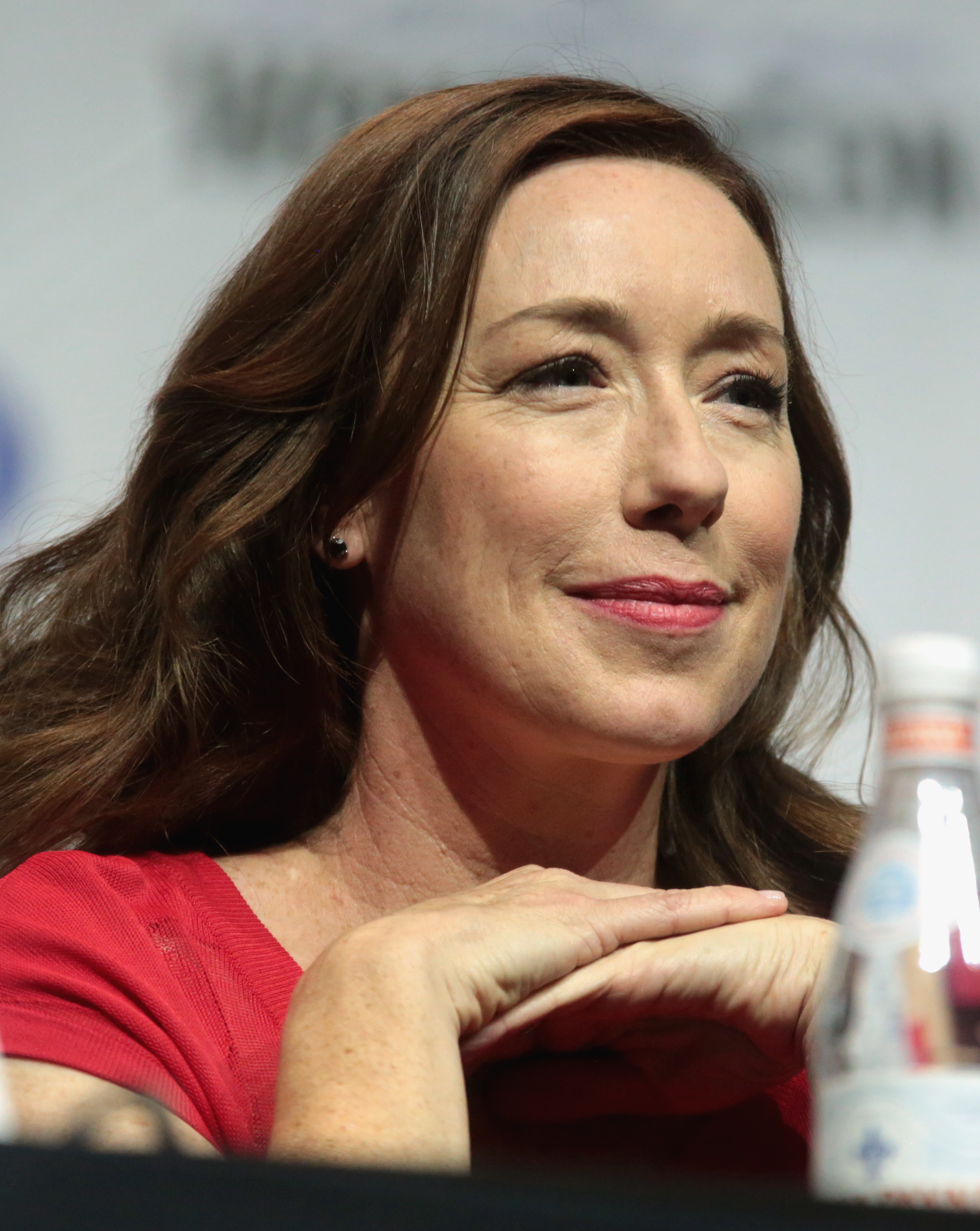
Molly Parker interpreta a Maureen Robinson
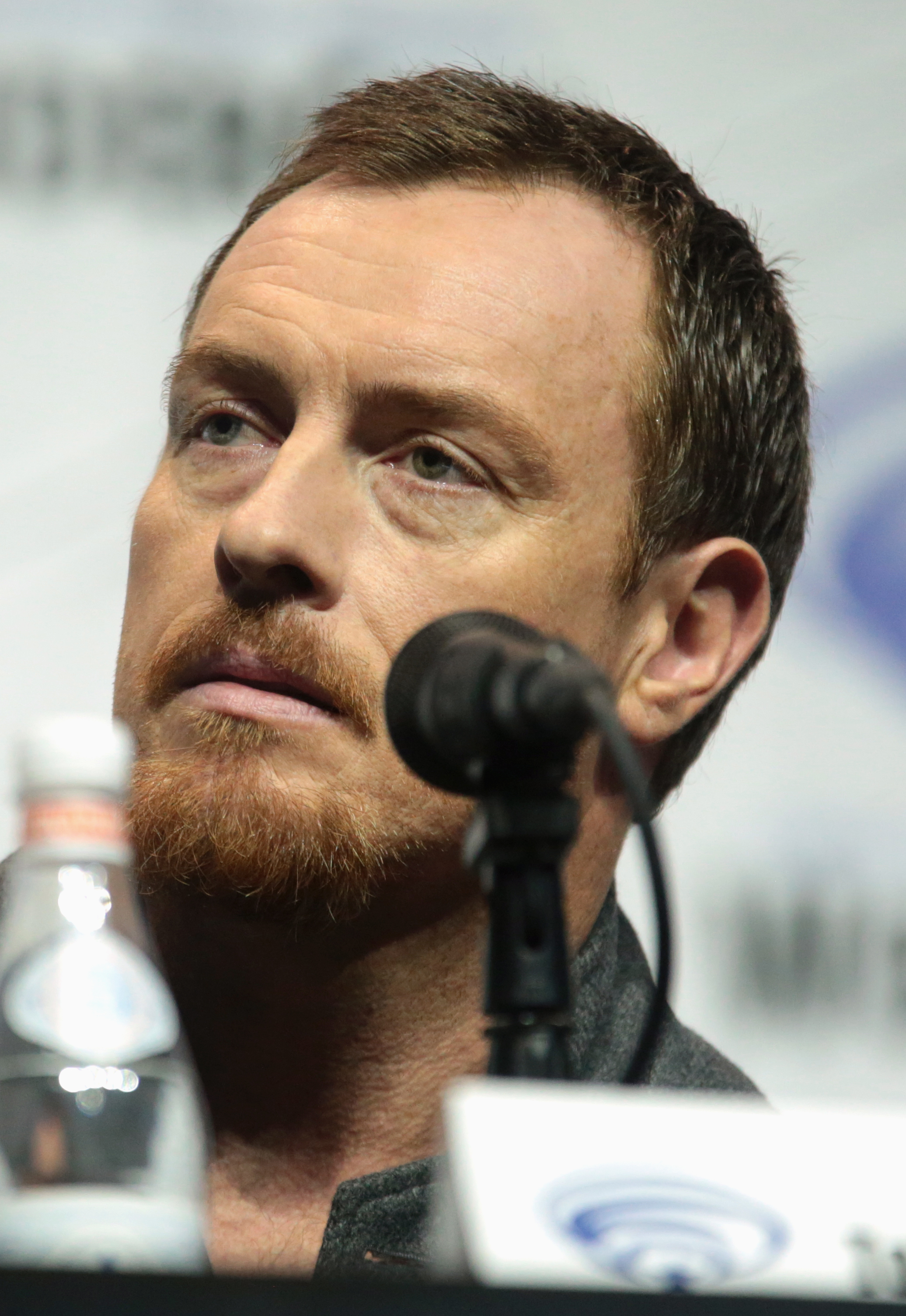
Toby Stephens interpreta a John Robinson
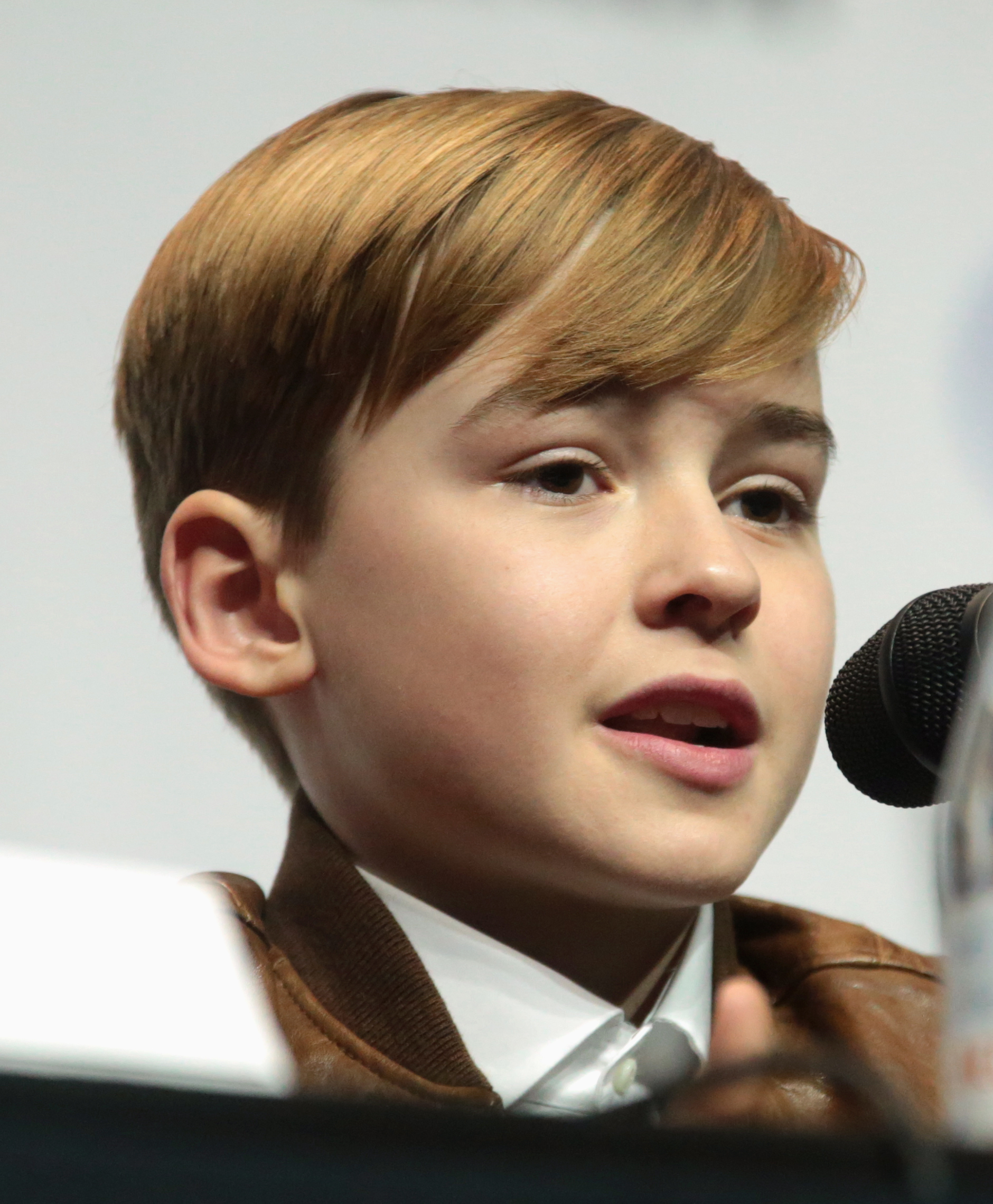
Maxwell Jenkins interpreta a Will Robinson
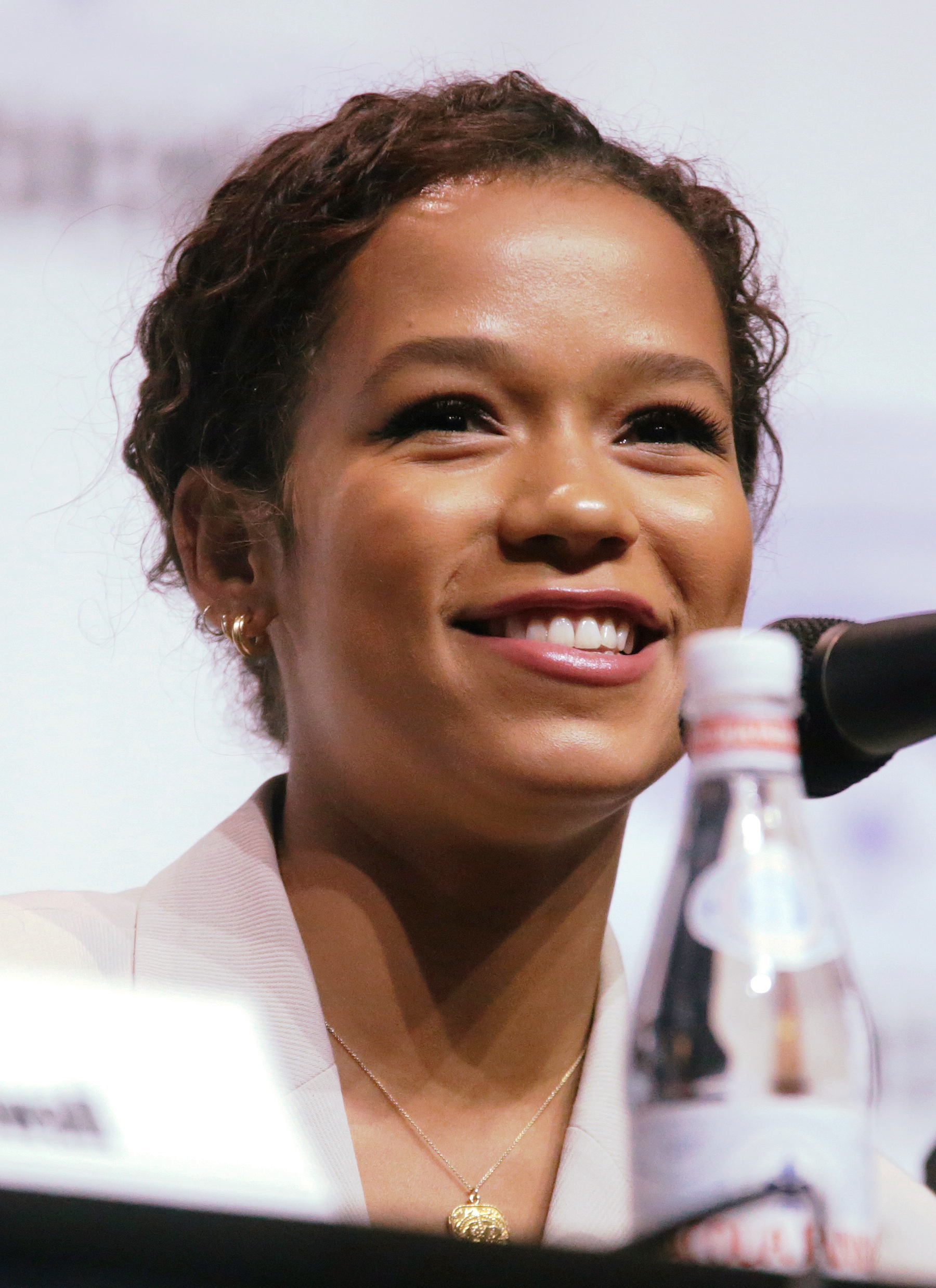
Taylor Russell interpreta a Judy Robinson
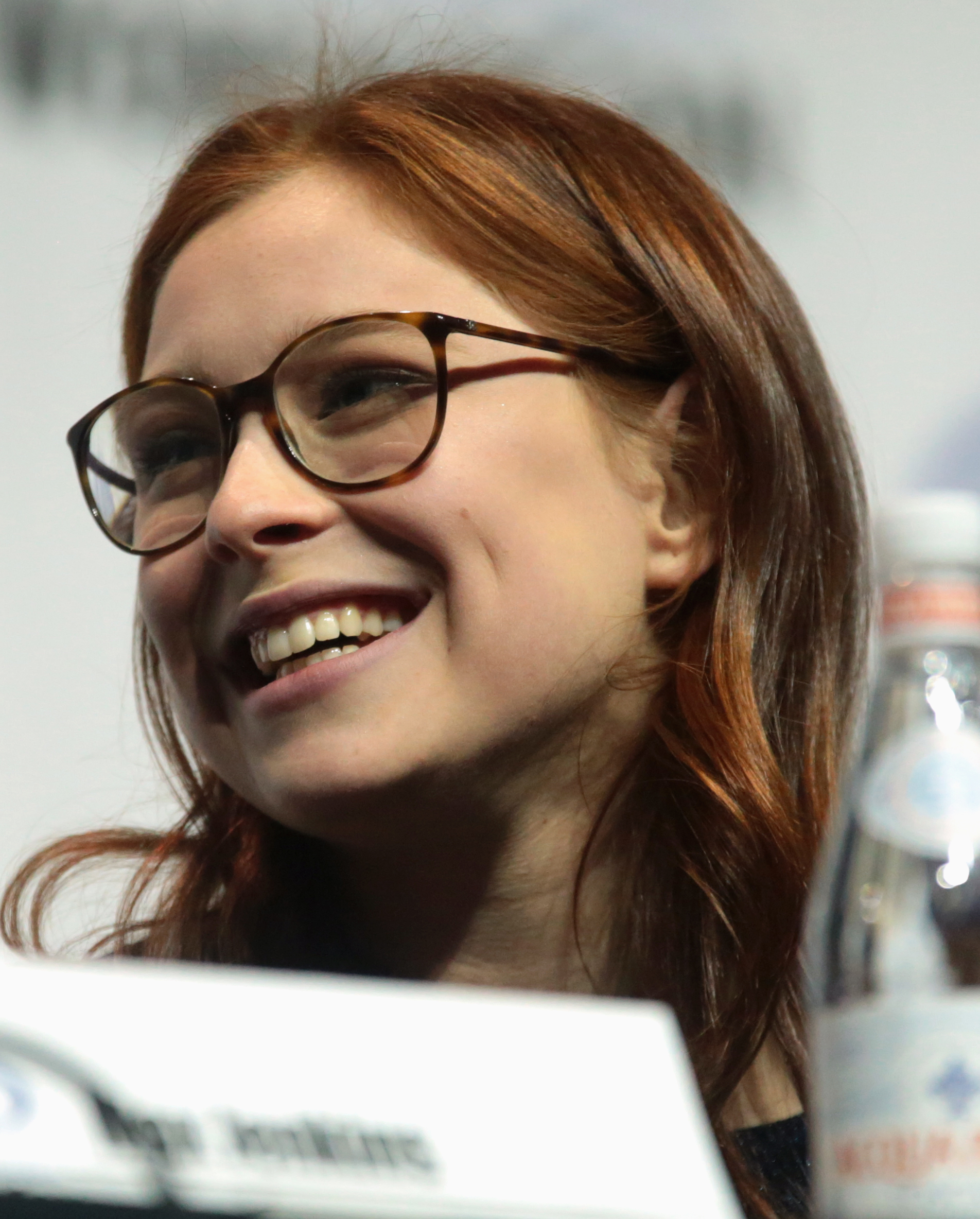
Mina Sundwall interpreta a Penny Robinson
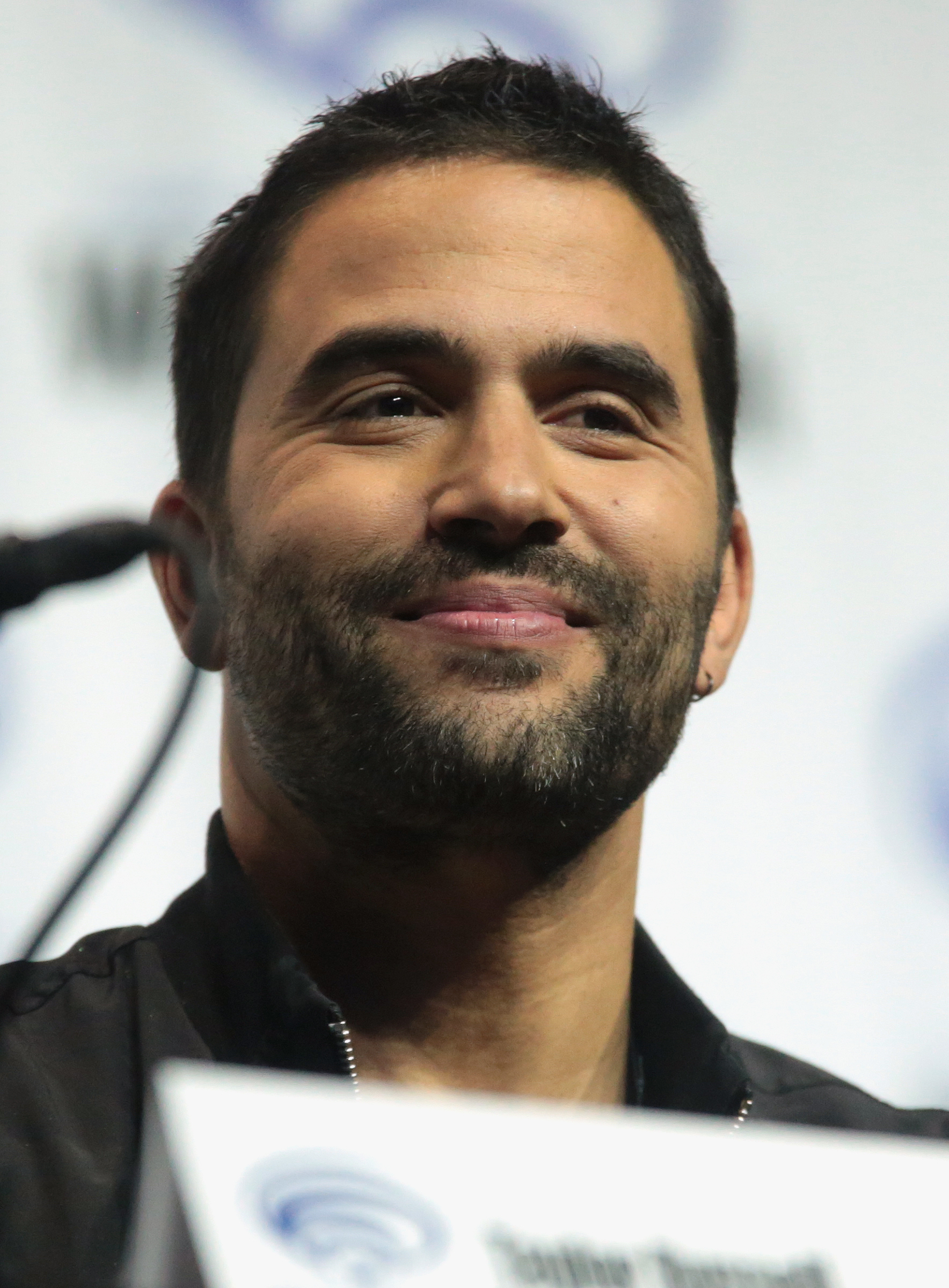
Ignacio Serricchio interpreta a Don West
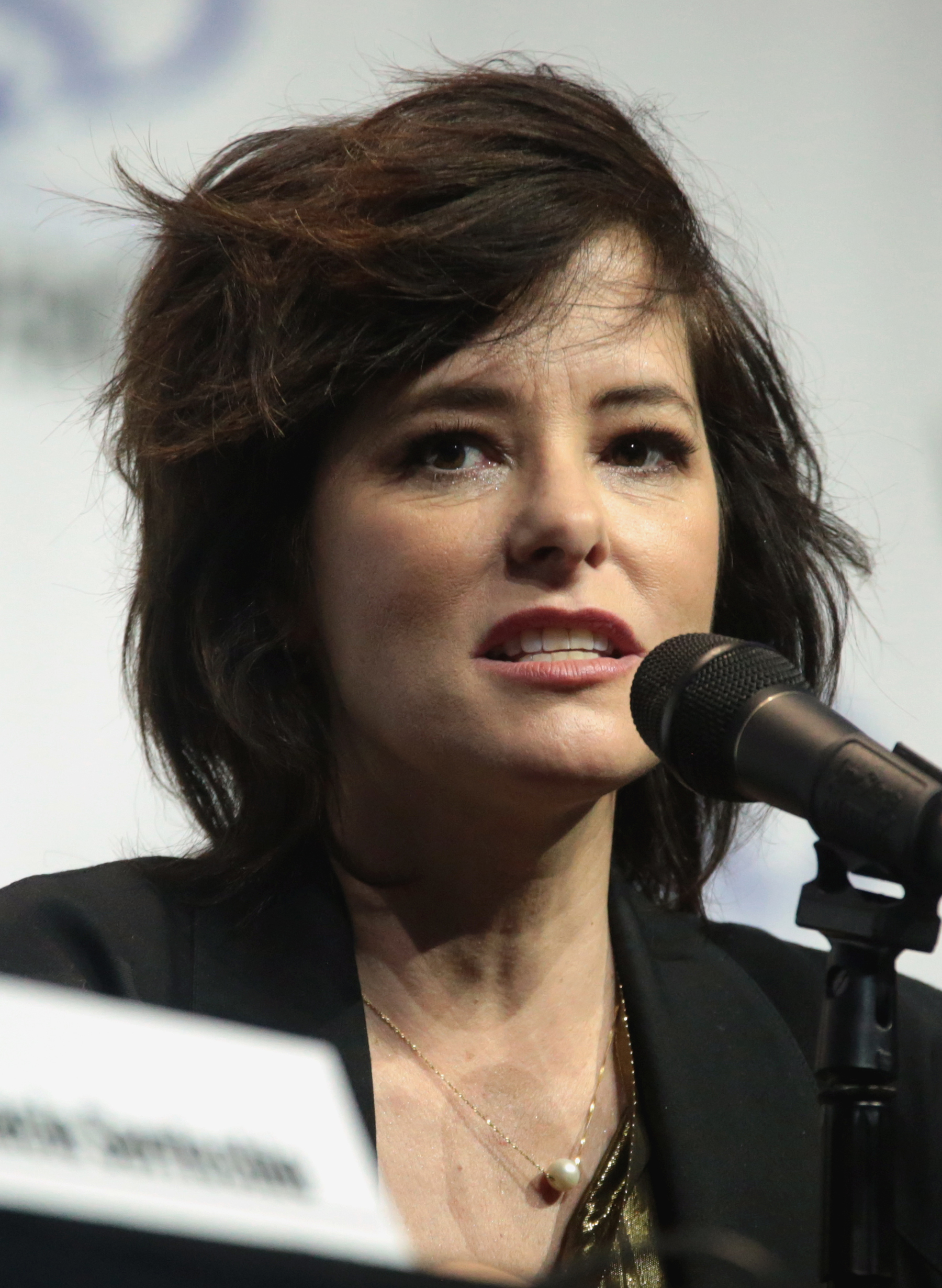
Parker Posey interpreta a la Dra. Smith/June Harris

### Secundaris
- Raza Jaffrey és Victor Dhar, un instruït i autoritari home molt segur de si mateix. Victor has been a career-builder and politician from a young age. His arrogance and impatience masks an underlying fear that it will be discovered that he is not quite good enough.[15]
- Ajay Friese és Vijay Dhar, el fill d'en Victor i pretendent de la Penny.
- Cary-Hiroyuki Tagawa és Hiroki Watanabe, un científic amic de la Maureen.
- Kiki Sukezane és Aiko Watanabe, la filla d'en Hiroki.
- Yukari Komatsu és Naoko Watanabe, la dona d'en Hiroki.
- Veenu Sandhu és Prisha Dhar, la dona d'en Victor.
- Adam Greydon Reid és Peter Beckert, un supervivent.
- Amelia Burstyn és Diane, una supervivent.
- Iain Belcher és Evan, un supervivent.
- Shaun Parkes és el Capità Radic, comandant de la Resolute.

### Convidats
- Selma Blair és Jessica Harris, l'adinerada germana petita de la June.
- Bill Mumy és el Dr. Zachary Smith, el veritable Dr. Smith del qual la June roba la identitat.

## Episodis
| Temporada | Temporada | Episodis | Estrena                |
| --------- | --------- | -------- | ---------------------- |
|           | 1         | 10       | 13 d'abril de 2018     |
|           | 2         | 10       | 24 de desembre de 2019 |

| Núm. | Títol                     | Direcció        | Guió                                               | Data d'estrena original |
| --- | ------------------------- | --------------- | -------------------------------------------------- | ----------------------- |
| 1 | «Impact»                  | Neil Marshall   | Matt Sazama & Burk Sharpless                       | 13 d'abril de 2018      |
| La gran nau espacial Resolute amb forma de roda de fira està transportant colons, incloent la família Robinson, cap a Alfa Centauri. La Resolute és atacada i els colons escapen en les petites naus/llars familiars Júpiter landing crafts but are hurled into a wormhole, crash-landing on an Earth-like planet. The Robinsons' craft, Jupiter 2, crashes into a glacial bed. The family evacuates with some supplies before their craft sinks in rapidly freezing water. Eldest Robinson child, Judy, a doctor, dives to the ship to retrieve power equipment. She becomes encased in ice, and with five hours of oxygen left in Judy's suit, John and son, Will, set out to collect magnesium that will melt the ice. Judy guides her sister, Penny, through a medical procedure to treat their injured mother, Maureen. Inside a cave, Will falls down a chasm, landing at the edge of a forest. John radios Will, saying he will return after saving Judy. Alone, Will finds a crashed alien ship and a dismembered robot that he helps to self-repair. In return, it saves Will as a forest fire nearly engulfs them. The family attempt to free Judy, but a sudden rainstorm hinders their progress. Will and the Robot arrive, and the Robot rescues Judy. In a flashback scene, a woman steals the identity of Dr. Zachary Smith and boards a Jupiter landing craft, along with Don West and Tam Roughneck. |                           |                 |                                                    |                         |
| 2 | «Diamonds in the Sky»     | Neil Marshall   | Matt Sazama & Burk Sharpless                       | 13 d'abril de 2018      |
| Don West, Smith i la gallina Debbie sobreviuen a l'aterratge de la Jupiter 18. Mentre busquen supervivents troben l'Angela Goddard, que amb prou feines és viva. |                           |                 |                                                    |                         |
| 3 | «Infestation»             | Tim Southam     | Zack Estrin                                        | 13 d'abril de 2018      |
| En un flashback |                           |                 |                                                    |                         |
| 4 | «The Robinsons Were Here» | Alice Troughton | Katherine Collins                                  | 13 d'abril de 2018      |
| 5 | «Transmission»            | Deborah Chow    | Kari Drake                                         | 13 d'abril de 2018      |
| 6 | «Eulogy»                  | Vincenzo Natali | Ed McCardie                                        | 13 d'abril de 2018      |
| 7 | «Pressurized»             | Tim Southam     | Vivian Lee                                         | 13 d'abril de 2018      |
| 8 | «Trajectory»              | Stephen Surjik  | Katherine Collins & Kari Drake                     | 13 d'abril de 2018      |
| 9 | «Resurrection»            | Tim Southam     | Història de : Daniel McLellan Guió de : Kari Drake | 13 d'abril de 2018      |
| 10 | «Danger, Will Robinson»   | David Nutter    | Matt Sazama & Burk Sharpless                       | 13 d'abril de 2018      |